# Eurocopa de la FIBA 1997-98
La Eurocopa de la FIBA 1997-98, conocida anteriormente como Recopa de Europa de Baloncesto fue la trigésima segunda edición de esta competición organizada por la FIBA que reunía a los campeones de las ediciones de copa de los países europeos, además de los mejores clasificados de las mejores ligas del continente. Tomaron parte 48 equipos. Se proclamó campeón el equipo lituano del Žalgiris, que lograba así su primer título, derrotando en la final a los italianos del Stefanel Milano, en un partido disputado en el Hala Pionir de Belgrado.

## Fase de grupos preliminar
|  | Clasificados para semifinales |
|  | Eliminados                    |

|    | Equipo            | PJ | Pts | G | P  | PF  | PC  | Dif. |
| -- | ----------------- | -- | --- | - | -- | --- | --- | ---- |
| 1. | Festina Joventut  | 10 | 19  | 9 | 1  | 884 | 782 | +102 |
| 2. | Tofaş             | 10 | 17  | 7 | 3  | 793 | 698 | +95  |
| 3. | BIPA-Moda         | 10 | 17  | 7 | 3  | 731 | 644 | +87  |
| 4. | Torpan Pojat      | 10 | 15  | 5 | 5  | 738 | 735 | +3   |
| 5. | Žemaitijos Lokiai | 10 | 12  | 2 | 8  | 734 | 854 | -120 |
| 6. | Rabotnički        | 10 | 10  | 0 | 10 | 653 | 820 | -167 |

|    | Equipo          | PJ | Pts | G | P | PF  | PC  | Dif. |
| -- | --------------- | -- | --- | - | - | --- | --- | ---- |
| 1. | Le Mans         | 10 | 17  | 7 | 3 | 794 | 792 | +2   |
| 2. | Śląsk Wrocław   | 10 | 16  | 6 | 4 | 760 | 751 | +9   |
| 3. | Pivovarna Laško | 10 | 16  | 6 | 4 | 800 | 783 | +17  |
| 4. | Fenerbahçe      | 10 | 15  | 5 | 5 | 783 | 763 | +20  |
| 5. | ASK Brocēni     | 10 | 15  | 5 | 5 | 879 | 832 | +47  |
| 6. | ICEC Opava      | 10 | 11  | 1 | 9 | 745 | 840 | -95  |

|    | Equipo       | PJ | Pts | G | P  | PF  | PC  | Dif. |
| -- | ------------ | -- | --- | - | -- | --- | --- | ---- |
| 1. | Žalgiris     | 10 | 17  | 7 | 3  | 777 | 672 | +105 |
| 2. | ASVEL        | 10 | 17  | 7 | 3  | 677 | 642 | +35  |
| 3. | Mazowzanka   | 10 | 16  | 6 | 4  | 827 | 790 | +37  |
| 4. | Zagreb       | 10 | 16  | 6 | 4  | 776 | 704 | +72  |
| 5. | Kalev        | 10 | 14  | 4 | 6  | 690 | 737 | -47  |
| 6. | MZT Aerodrom | 10 | 10  | 0 | 10 | 634 | 836 | -202 |

|    | Equipo      | PJ | Pts | G | P | PF  | PC  | Dif. |
| -- | ----------- | -- | --- | - | - | --- | --- | ---- |
| 1. | Cáceres     | 10 | 16  | 6 | 4 | 836 | 767 | +69  |
| 2. | Samara      | 10 | 16  | 6 | 4 | 801 | 774 | +27  |
| 3. | FMP         | 10 | 16  | 6 | 4 | 793 | 719 | +74  |
| 4. | Keravnos    | 10 | 15  | 5 | 5 | 681 | 743 | -62  |
| 5. | Oliveirense | 10 | 14  | 4 | 6 | 713 | 787 | -74  |
| 6. | Planja      | 10 | 13  | 3 | 7 | 819 | 853 | -34  |

|    | Equipo          | PJ | Pts | G | P | PF  | PC  | Dif. |
| -- | --------------- | -- | --- | - | - | --- | --- | ---- |
| 1. | Stefanel Milano | 10 | 18  | 8 | 2 | 840 | 729 | +111 |
| 2. | Beobanka        | 10 | 17  | 7 | 3 | 784 | 716 | +68  |
| 3. | Hapoel Eilat    | 10 | 17  | 7 | 3 | 805 | 787 | +18  |
| 4. | Tatami Rhöndorf | 10 | 15  | 5 | 5 | 765 | 814 | -49  |
| 5. | Danone-Honvéd   | 10 | 12  | 2 | 8 | 721 | 779 | -58  |
| 6. | London Towers   | 10 | 11  | 1 | 9 | 692 | 782 | -90  |

|    | Equipo                        | PJ | Pts | G | P | PF  | PC  | Dif. |
| -- | ----------------------------- | -- | --- | - | - | --- | --- | ---- |
| 1. | Spirou                        | 10 | 18  | 8 | 2 | 855 | 710 | +145 |
| 2. | Apollon Patras                | 10 | 17  | 7 | 3 | 910 | 795 | +115 |
| 3. | Zrinjevac                     | 10 | 16  | 6 | 4 | 836 | 822 | +14  |
| 4. | Kovinotehna Savinjska Polzela | 10 | 15  | 5 | 5 | 859 | 842 | +17  |
| 5. | Libertel Dolphins EBBC        | 10 | 13  | 3 | 7 | 761 | 889 | -128 |
| 6. | USK Erpet Praha               | 10 | 11  | 1 | 9 | 730 | 893 | -163 |

|    | Equipo              | PJ | Pts | G | P  | PF  | PC  | Dif. |
| -- | ------------------- | -- | --- | - | -- | --- | --- | ---- |
| 1. | Polti Cantù         | 10 | 19  | 9 | 1  | 916 | 762 | +154 |
| 2. | Sunair Oostende     | 10 | 17  | 7 | 3  | 860 | 820 | +40  |
| 3. | Marc-Körmend        | 10 | 16  | 6 | 4  | 822 | 807 | +15  |
| 4. | Bayer 04 Leverkusen | 10 | 15  | 5 | 5  | 820 | 884 | -64  |
| 5. | Portugal Telecom    | 10 | 13  | 3 | 7  | 863 | 873 | -10  |
| 6. | Sloboda Dita Tuzla  | 10 | 10  | 0 | 10 | 735 | 870 | -135 |

|    | Team                   | Pld | Pts | W | L | PF  | PA  | PD   |
| -- | ---------------------- | --- | --- | - | - | --- | --- | ---- |
| 1. | Panathinaikos          | 10  | 19  | 9 | 1 | 865 | 645 | +220 |
| 2. | Avtodor Saratov        | 10  | 18  | 8 | 2 | 879 | 834 | +45  |
| 3. | Maccabi Ironi Ra`anana | 10  | 15  | 5 | 5 | 778 | 784 | -6   |
| 4. | Slovakofarma Pezinok   | 10  | 14  | 4 | 6 | 756 | 856 | -100 |
| 5. | Sankt Pölten           | 10  | 12  | 2 | 8 | 707 | 802 | -95  |
| 6. | Budivelnyk             | 10  | 12  | 2 | 8 | 695 | 759 | -64  |

## Dieciseisavos de final
| Equipo 1                      | Agr.    | Equipo 2         | Ida    | Vuelta |
| ----------------------------- | ------- | ---------------- | ------ | ------ |
| Fenerbahçe                    | 150–162 | Festina Joventut | 78–75  | 72–87  |
| Pivovarna Laško               | 157–170 | Tofaş            | 79–85  | 78–85  |
| BIPA-Moda                     | 143–171 | Śląsk Wrocław    | 74–84  | 69–87  |
| Torpan Pojat                  | 144–131 | Le Mans          | 77–69  | 67–62  |
| Keravnos                      | 101–130 | Žalgiris         | 61–57  | 40–73  |
| FMP                           | 136–145 | ASVEL            | 71–66  | 65–79  |
| Mazowzanka                    | 150–164 | Samara           | 78–94  | 72–70  |
| Zagreb                        | 151–146 | Cáceres          | 98–63  | 53–83  |
| Kovinotehna Savinjska Polzela | 111–168 | Stefanel Milano  | 56–98  | 55–70  |
| Zrinjevac                     | 114–119 | Beobanka         | 59–59  | 55–60  |
| Hapoel Eilat                  | 180–173 | Apollon Patras   | 101–84 | 79–89  |
| Tatami Rhöndorf               | 177–159 | Spirou           | 83–77  | 94–82  |
| Slovakofarma Pezinok          | 154–166 | Polti Cantù      | 95–87  | 59–79  |
| Maccabi Ironi Ra`anana        | 155–156 | Sunair Oostende  | 86–82  | 69–74  |
| Marc-Körmend                  | 159–184 | Avtodor Saratov  | 83–85  | 76–99  |
| Bayer 04 Leverkusen           | 135–169 | Panathinaikos    | 64–86  | 71–83  |

## Octavos de final
| Equipo 1        | Agr.    | Equipo 2         | Ida   | Vuelta |
| --------------- | ------- | ---------------- | ----- | ------ |
| ASVEL           | 164–152 | Festina Joventut | 82–74 | 82–78  |
| Samara          | 127–125 | Torpan Pojat     | 77–74 | 50–51  |
| Tofaş           | 131–133 | Žalgiris         | 66–62 | 65–71  |
| Śląsk Wrocław   | 142–131 | Zagreb           | 76–60 | 66–71  |
| Sunair Oostende | 140–162 | Stefanel Milano  | 68–80 | 72–82  |
| Avtodor Saratov | 160–126 | Tatami Rhöndorf  | 71–50 | 89–76  |
| Beobanka        | 163–136 | Polti Cantù      | 88–58 | 75–78  |
| Hapoel Eilat    | 148–164 | Panathinaikos    | 80–78 | 68–86  |

## Cuartos de final
| Equipo 1        | Agr.    | Equipo 2        | Ida   | Vuelta |
| --------------- | ------- | --------------- | ----- | ------ |
| ASVEL           | 128–129 | Stefanel Milano | 58–67 | 70–62  |
| Avtodor Saratov | 181–175 | Samara          | 92–65 | 89–110 |
| Žalgiris        | 137–119 | Beobanka        | 78–65 | 59–54  |
| Panathinaikos   | 143–119 | Śląsk Wrocław   | 82–58 | 61–61  |

## Semifinales
| Equipo 1      | Agr.    | Equipo 2        | Ida   | Vuelta |
| ------------- | ------- | --------------- | ----- | ------ |
| Panathinaikos | 138–144 | Stefanel Milano | 77–58 | 61–86  |
| Žalgiris      | 159–151 | Avtodor Saratov | 96–74 | 63–77  |

## Final
14 de abril, Hala Pionir, Belgrado
| Equipo 1 | Resultado | Equipo 2        |
| -------- | --------- | --------------- |
| Žalgiris | 82–67     | Stefanel Milano |

| 14 de abril de 1998 | Žalgiris                                                                      | 82–67        | Stefanel Milano                                                                  | |  |
|                     | Marcador por tiempos: 37-33, 45-34                                            |              |                                                                                  | |  |
|                     | Estadísticas Saulius Štombergas, 35 Franjo Arapović, 10 Saulius Štombergas, 5 | Pts Reb Asts | Estadísticas Thurl Bailey, 18 Warren Kidd, 12 Ferdinando Gentile, Warren Kidd, 3 | Pabellón: Hala Pionir, Belgrado Asistencia: 6.500 espectadores Árbitros: Juan Carlos Mitjana (ESP), Nikolaos Pitsilkas (GRE) |  |

| Campeón de la Eurocopa de la FIBA 1997–98 |
| ----------------------------------------- |
| Žalgiris 1.er título                      |